# ムーバブルフレーム
ムーバブルフレーム (Movable Frame) は、メカニックデザイナーの永野護によって考案・ネーミングされた、ロボットの架空の機構。フレーム構造の一つで、可動骨格、可動骨組みの意味である。
なお、「ガンダム」シリーズにおけるモビルスーツについてなされているムーバルフレームというカナ表記/表音表記は、Movable Frameという綴りから分かるように明らかな間違いであるが、アニメ『重戦機エルガイム』放映当時の設定資料でも、そのように表記しているものがある。

## 重戦機エルガイム
ムーバル・フレーム (MOVABUL　F-LAME) は、アニメ『重戦機エルガイム』に登場する架空の機構である。
機体の骨格をフレームによって構成し運動性の向上をはかる目的で採用された。また、規格を共通させることによって生産性を高める役割も持っている。フレームのサイズによってS型、M型、L型に分類されており同じサイズであれば装甲・装備の変換を容易に行うことができるために汎用性が高い。

## ガンダムシリーズ
『ガンダムシリーズ』では『機動戦士Ζガンダム』において初めて「ムーバブル・フレーム」という、モビルスーツ（MS）のフレーム構造の設定が登場した。
RX-78ガンダムを含む従来のMSは外骨格（モノコック構造）で設計されており、装甲も骨格の一部として機体を支える構造をとっていた。そのため、大型機械であるMSを安価に生産できる反面、運用効率には課題を残していた。また、ビーム兵器の普及により、重装甲化が有用ではなくなり始めた事を受け、運用は防御力より運動性を重視するものにシフトした。こうして開発されたムーバブル・フレームは機体骨格と装甲を二分した構造をとり、整備性や運動性の向上に寄与した。同時に、このフレームの採用により装甲そのものは第1世代MSのような骨格との兼用から純粋な装甲板へと変遷し、可動装甲板（フローティング・アーマー）となったことで可動域も向上した。加えて、ガンダリウムγの採用によって、装甲そのものは軽量かつ剛性が高いものとなっている。この技術の原型となったのはコア・ブロックシステムやマグネットコーティングである。
宇宙世紀0083年頃より可変モビルアーマー（MA）の開発が始まると、その変形機構においてムーバブル・フレームは大いに活用され、機体サイズの小型化と剛性の強化を両立させた。
このムーバブル・フレームの実用化は地球連邦軍が先んじて成功し、ガンダムMk-IIで初の導入が行われた。
時を同じくして、ティターンズの意向によりガンダムMk-IIの開発に参加できなかったアナハイム・エレクトロニクスはエゥーゴと協力し、独自に試作型のムーバブル・フレームを開発しリック・ディアスへの採用に漕ぎ付けている。しかし、ガンダムMk-IIのそれよりも完成度は低く、一連のΖ計画の過程でデルタガンダムの開発に失敗していた。そこに、エゥーゴのガンダムMk-II強奪によって完成度の高い技術がもたらされ、Ζガンダムといった可変MSを実用化する事にも成功した。
一方で、宇宙世紀0111年にフォーミュラ計画が発動されると、MSの骨格や装甲には、サイコフレームで培われた技術をベースとしたMCA構造が取り入れられるようになった。

## 機甲戦記ドラグナー
ムーバブルフレーム（Movable Frame）は、アニメ『機甲戦記ドラグナー』に登場する、架空の機構。メタルアーマーのフレーム構造。
メタルアーマーのフレーム構造は全てムーバブルフレームであるとされ、超小型核融合のジェネレーターと最小限の駆動系、バーニア・ロケットモーターがワンパッケージとなっている。